# 米歇尔·斯科斯特鲁普
米歇尔·斯科斯特鲁普（丹麥語：Michelle Skødstrup，1999年6月1日—），丹麥女子羽毛球運動員。

## 簡歷
2018年1月，米歇尔·斯科斯特鲁普出戰愛沙尼亞羽毛球國際賽，拿得女子單打比賽亞軍。同月，她轉戰瑞典羽毛球公開賽，在女子單打比賽決賽中以2比1（21-13、12-21、21-19）擊敗茱莉·达瓦尔·雅各布森，贏得生涯首個成人級別比賽的冠軍。

## 主要比賽成績
只列出曾進入準決賽的國際賽事成績：
| 年份   | 賽事                   | 公開賽級別 | 項目     | 成績 |
| ------ | ---------------------- | ---------- | -------- | ---- |
| 2017年 | 歐洲青年羽毛球錦標賽   | 其他       | 混合團體 | 季軍 |
| 2018年 | 愛沙尼亞羽毛球國際賽   | 國際系列賽 | 女子單打 | 亞軍 |
| 2018年 | 瑞典羽毛球公開賽       | 國際系列賽 | 女子單打 | 冠軍 |
| 2018年 | 斯洛文尼亞羽毛球國際賽 | 國際系列賽 | 女子單打 | 亞軍 |
| 2018年 | 西班牙羽毛球國際賽     | 國際挑戰賽 | 女子單打 | 冠軍 |

| 2007-2017年 | 首要超級賽 | 超級賽 | 黃金大獎賽 | 大獎賽 | 國際挑戰賽 | 國際系列賽 | 未來系列賽 | 其他 |

| 2018-2026年 | 總決賽 | 超級1000賽 | 超級750賽 | 超級500賽 | 超級300賽 | 超級100賽 | 國際挑戰賽 | 國際系列賽 | 未來系列賽 | 其他 |